# Monkey Gone to Heaven
«Monkey Gone to Heaven» es la séptima canción del álbum Doolittle de 1989 de la banda estadounidense de rock alternativo Pixies. La canción fue compuesta y cantada por el líder de la banda Frank Black, mientras que la producción corrió a cargo de Gil Norton. 
La canción trata del medio ambiente y de la numerología bíblica, temas recurrentes del álbum Doolittle. «Monkey Gone to Heaven» fue la primera canción de Pixies en contar con músicos externos a la banda: dos violonchelistas, Arthur Fiacco y Ann Rorich, y dos violinistas, Karen Karlsrud y Corine Metter.
«Monkey Gone to Heaven» fue el primer sencillo en ser extraído de Doolittle en los Estados Unidos y el Reino Unido. Como la banda había firmado poco antes con Elektra Records, el sencillo también significó su primer lanzamiento con una multinacional en los Estados Unidos. Las críticas fueron en general positivas; entre otras las revistas musicales Rolling Stone, NME y Q alabaron el sencillo en sus reseñas. En los años posteriores a su lanzamiento, la canción ha recibido varios reconocimientos en diversas publicaciones.

## Letra y significado
El tema principal de «Monkey Gone to Heaven» es el medio ambiente. La canción trata la destrucción de los océanos por parte del hombre y "la confusión respecto al lugar del mismo en el universo". Black diría: "Por un lado, es (el océano) un gran váter orgánico. Las cosas son enjuagadas y purificadas o descompuestas en su gran sitio, oscuro y misterioso. Es también un sitio muy mitológico donde hay jardines de pulpos, el Triángulo de las Bermudas, Atlantis, y sirenas". A Francis se le ocurrió la frase principal "this monkey's gone to heaven" (este mono se ha ido al cielo), mucho antes de escribir la canción. La frase en sí es la base de la canción, que trata la relación del hombre con lo divino y la naturaleza. Después de que Francis adaptara sus letras a la música, se apresuró a ir a casa del guitarrista Joey Santiago para tocársela. Santiago, después comentó sobre este primer acercamiento a la canción: "Era pronto por la mañana, estaba aún cansado. [Francis dijo] Hey Joe, necesito ir. Necesito enseñarte algo. [...] Era increíble, realmente bueno. Tocaba esa parte de If man is five y se reía. [...] Era muy gracioso".
«Monkey Gone to Heaven» también incluye referencias a la numerología en sus letras "If man is five/then the Devil is six/and God is seven" (Si el hombre es cinco, el Diablo es seis y Dios es siete). Francis después explicaría el significado de esto en una entrevista a Alternative Press, diciendo: "Es una referencia a lo que yo entiendo de la Numerología bíblica, y no se mucho de ello o nada en realidad. Solo recuerdo que alguien me dijo que en hebreo, especialmente en la Biblia, puedes encontrar muchas referencias al hombre en el quinto, a Satán en el sexto y a Dios en el séptimo. [...] No fui a la biblioteca a enterarme de más". La numerología aparecida en la canción aparece en la portada del sencillo, que muestra los números cinco, seis y siete, junto a un mono con un halo.
Ben Sisario, autor de Doolittle 33⅓, ofrece una interpretación de la canción algo distinta: "Neptuno, Dios de este dominio [en referencia al océano], el 'hombre bajo las aguas que controlaba el mar', estaba allí abajo, era la personificación de la relación del hombre con la tierra. ¿Y qué le ocurrió a Neptuno? Es matado por diez millones de libras de sedimentos de Nueva York a Nueva Jersey. Lo mismo ocurre con 'la criatura que está en el cielo', que se queda atrapado en el agujero de ozono. Las manifestaciones divinas del hombre efectivamente mueren, y lo que queda es su naturaleza de animal degradante; el halo de pacotilla que queda en la cabeza del primate es el símbolo de la infeliz caída".

## Música
«Monkey Gone to Heaven» está compuesta en tonalidad de Re mayor, y comienza con la guitarra rítmica de Francis haciendo una corta progresión armónica apoyada por el bajo de Kim Deal y la batería de David Lovering. La intensidad de la guitarra baja cuando Francis comienza a cantar, dejando el ritmo de bajo de Deal y la batería de Lovering. Entre cada línea de la estrofa, Francis hace una pausa, dejando que suene el bajo y la batería. La guitarra principal de Joey Santiago no aparece en absoluto durante estos versos. Al final de la segunda línea de cada estrofa aparecen las partes de violonchelo, siguiendo el ritmo del bajo.
Cuando acaba la primera estrofa, la progresión armónica del comienzo vuelve a empezar. Esto da entrada al estribillo (donde Francis y Deal repiten "This monkey's gone to heaven") con la guitarra de Santiago tocando dos notas de forma repetitiva, mientras los dos violines tocan una melodía acompañados por un piano de fondo. Después hay un corto solo de guitarra de Santiago, que repite la melodía tres veces, para hacer de puente entre el coro y la segunda estrofa. La segunda estrofa y coro siguen el mismo formato. Al final de la segunda estrofa, Francis grita "Rock me Joe!"; Santiago aquí comienza un solo de guitarra que dura diecisiete segundos, con violines de fondo en la segunda mitad del mismo. En una versión de la canción de una Peel session del álbum Pixies at the BBC, Francis dice "Rock me Joseph Alberto Santiago", en lugar de "Rock me Joe!".
Después del solo, Francis canta "If man is five" varias veces. No hay acompañamiento, aparte de la guitarra principal, durante unos segundos, hasta que vuelve a comenzar la progresión armónica. Esto se repite para la parte en la que canta "If the devil is six". Al final de la segunda progresión armónica, el fondo principal de la canción se retoma, con Francis chillando "Then God is seven" mientras se acerca nuevamente el coro. La canción llega a su final con el último coro de "This monkey's gone to heaven" mientras la sección de cuerda se hace más audible.

## Grabación
Las partes de la banda se grabaron en Downtown Recorders en Boston, Massachusetts, mientras que las secciones de cuerda de «Monkey Gone to Heaven» se grabaron mientras el álbum Doolittle se estaba mezclando en Carriage House Studios en Stamford Connecticut. Gil Norton, el productor del álbum, tuvo la idea de incluir una sección de cuerda a la canción después de ver a Deal, durante un ensayo, aporreando las cuerdas de un gran piano. El equipo de producción, guiado por Norton, le pidió al dueño del estudio, John Montagnese, que trajese músicos clásicos para un día de grabación. El estudio se usaba a menudo para grabar orquestas para películas de serie B como Missing in Action y Silver Bullet. Montagnese contrató a cuatro músicos clásicos de una orquesta local para la grabación, que grabaron sus partes de la canción el 4 de diciembre de 1988.
Arthur Fiacco, un violonchelista, llegó el primero a Carriage House. Estaba vestido formal en su traje blanco y negro, ya que venía directo de un concierto la tarde antes. Fiacco se sorprendió al ver que no había música escrita para ellos; después escribió unas partes basadas en los riffs que Francis le había mostrado antes. Los violinistas, Corinne Metter y Karen Karlsrud, también siguieron las directrices de Francis y Norton. La otra violonchelista, Ann Rorich, aunque aparece en los créditos del álbum y del sencillo, fue mandada a casa; según Fiacco, él también hizo las partes de ella.

## Lanzamiento y videoclip
«Monkey Gone to Heaven», el primer sencillo extraído de Doolittle, se comenzó a promocionar en las emisoras de radio en abril de 1989 en Estados Unidos. La radiodifusión en emisoras universitarias de «Monkey Gone to Heaven» ayudó a Doolittle en los Estados Unidos, llevando al álbum a permanecer en el Billboard Top 100 dos semanas. El sencillo alcanzó el puesto número cinco en la lista Modern Rock Tracks, con la ayuda publicitaria de Elektra Records. En el Reino Unido, «Monkey Gone to Heaven» se lanzó el 1 de abril de 1989 y permaneció tres semanas en listas, debutando en el puesto número sesenta.
El videoclip, siendo el primero de Pixies, muestra a la banda tocando sus instrumentos en un escenario, con la cámara alternando para enfocar en cada momento a uno de los miembros de la banda. Filmado en blanco y negro, focos de seguimiento atraviesan el escenario y se utilizan varios efectos de cámara, como la cámara lenta. La imagen cambia a color por algunos segundos durante el video, antes de volver al blanco y negro nuevamente. A mitad del video, aparece niebla en el escenario, tapando casi por completo a la banda. Los miembros de la sección de cuerda no aparecen en el video.

## Recepción
En general, «Monkey Gone to Heaven» recibió críticas positivas. La revista británica NME, haciendo la crítica del sencillo de 7" en marzo de 1989, dijo: "Todos los bastardos engreídos están mezclando instrumentos de cuerda con guitarras grunge hoy en día y Pixies no son la excepción. Voces como gruñidos, letras sobre ciencia ficción, y la usual lava fundida de la guitarra te hace un agujero donde antes tenías oídos. 'Monkey Gone to Heaven' vomita ácido y poesía en el corazón del AOR de Estados Unidos antes de ser chafado por el más rápido y directo pinchazo de la segunda pista, 'Manta Ray'". Con el lanzamiento de Doolittle en abril de 1989, Edwin Pouncey de NME añadió: "La maravilloso 'Monkey Gone to Heaven' está atada con cuerdas exuberantes pero sin molestar que mordisquean alrededor de la canción y lo empujan hacia un nuevo campo en los arreglos de la banda. La oportunidad de dar a 'Monkey' el tratamiento Filarmónico, completo con arpas y todo, debió de ser una tentación para ellos. Sabiamente se han resistido a esa locura".
Q, en su crítica de Doolittle, describen a «Monkey Gone to Heaven»: "No es bonito, pero su cuidadosamente estructurado ruido y la insistencia de su ritmo directo tiene perfecto sentido: una sensación que se dobla en cuanto se acerca a la melodía, como en 'Monkey Gone to Heaven' o 'Debaser'." David Fricke de Rolling Stone, en su crítica a Doolittle, dijo: "'Monkey Gone to Heaven' es una meditación convincente y corrosiva sobre Dios y la basura". El éxito de crítica de «Monkey Gone to Heaven» también tuvo consecuencias comerciales; la canción llegó al puesto número cinco de la lista Billboard Modern Rock Tracks, marcando el debut de Pixies en las listas americanas de éxitos. De todas maneras, la canción no tuvo tanto éxito en las listas británicas, llegando sólo al puesto número sesenta y manteniéndose sólo tres semanas en lista.

## Lista de canciones
Las siguientes canciones aparecen en el sencillo:
Sencillo de 7" (Reino Unido)
1. «Monkey Gone to Heaven» – 2:56
2. «Manta Ray» – 2:38

Sencillo de 12"/CD sencillo (Reino Unido y Estados Unidos)
1. «Monkey Gone to Heaven» – 2:56
2. «Manta Ray» – 2:38
3. «Weird at My School» – 1:59
4. «Dancing the Manta Ray» – 2:13

Todas las canciones compuestas por Black Francis.

## Reconocimientos
La información relacionada con los reconocimientos a «Monkey Gone to Heaven» está adaptada de AcclaimedMusic.net.
| Publicación       | País           | Reconocimiento                                      | Año  | Puesto  |
| ----------------- | -------------- | --------------------------------------------------- | ---- | ------- |
| Melody Maker      | Reino Unido    | Sencillo del año                                    | 1989 | N.º 1   |
| NME               | Reino Unido    | Sencillo del año                                    | 1989 | N.º 22  |
| Rolling Stone     | Estados Unidos | Sencillo del año                                    | 1989 | N.º 5   |
| The Village Voice | Estados Unidos | Sencillo del año                                    | 1989 | N.º 24  |
| Rolling Stone     | Estados Unidos | 500 grandes canciones de todos los tiempos          | 2004 | N.º 410 |
| NME               | Reino Unido    | Los 50 grandes himnos de indie de todos los tiempos | 2007 | N.º 35  |